# Leo II av Armenien
Leo II av Armenien, död 1289, var regerande kung av Armenien 1270-1289.